# Liste der Monuments historiques in Saint-Léger-sous-Brienne
Die Liste der Monuments historiques in Saint-Léger-sous-Brienne führt die Monuments historiques in der französischen Gemeinde Saint-Léger-sous-Brienne auf.

## Liste der Immobilien
| Bezeichnung     | Beschreibung                                                             | Standort                   | Kennzeichnung | Schutzstatus   | Datum | Bild |
| --------------- | ------------------------------------------------------------------------ | -------------------------- | ------------- | -------------- | ----- | ---- |
| Kirche St-Léger | ab dem späten 12. Jahrhundert; Ausstattung vom Ende des 18. Jahrhunderts | Impasse de l’Église (Lage) | PA00078220    | Classé Inscrit | 1983  |      |

## Liste der Objekte
| Bezeichnung                              | Beschreibung | Standort                      | Kennzeichnung | Schutzstatus | Datum | Bild |
| ---------------------------------------- | --- | ----------------------------- | ------------- | ------------ | ----- | ---- |
| Glocke (1)                               | Bronze, 1578 gegossen | in der Kirche St-Léger (Lage) | PM10003255    | Classé       | 1913  |      |
| Glocke (2)                               | Bronze, 1529 gegossen | in der Kirche St-Léger (Lage) | PM10003256    | Classé       | 1913  |      |
| Patene                                   | Silber, zwischen 1819 und 1838, von Alexis Renaud; im Musée Napoléon in Brienne-le-Château deponiert, vermutlich 2002 gestohlen               | in der Kirche St-Léger (Lage) | PM10003653    | Inscrit      | 1996  |      |
| Skulptur Auferstandener Christus         | Holz, farbig gefasst und vergoldet, Ende des 18. Jahrhunderts                                                                                 | in der Kirche St-Léger (Lage) | PM10003610    | Inscrit      | 1980  |      |
| Relief Majestas Domini                   | Kalkstein, Ende des 12. Jahrhunderts; ehemaliger Tympanon                                                                                     | in der Kirche St-Léger (Lage) | PM10001954    | Classé       | 1913  |      |
| Zwei Sockel                              | Holz, farbig gefasst, Ende des 18. Jahrhunderts                                                                                               | in der Kirche St-Léger (Lage) | PM10001960    | Classé       | 1961  |      |
| Zwei Ziborien                            | Silber, zwischen 1809 und 1819; im Musée Napoléon in Brienne-le-Château deponiert, Verbleib unbekannt                                         | in der Kirche St-Léger (Lage) | PM10003652    | Inscrit      | 1996  |      |
| Kelch                                    | Silber, vergoldet, zweite Hälfte des 19. Jahrhunderts, von Jean Caffin; im Musée Napoléon in Brienne-le-Château deponiert, Verbleib unbekannt | in der Kirche St-Léger (Lage) | PM10003651    | Inscrit      | 1996  |      |
| Kirchenfenster                           | aus dem 16. Jahrhundert | in der Kirche St-Léger (Lage) | PM10001955    | Classé       | 1913  |      |
| Glocke (3)                               | Bronze, 1519 gegossen | in der Kirche St-Léger (Lage) | PM10001956    | Classé       | 1913  |      |
| Skulptur Madonna mit Kind und Weintraube | Kalkstein, farbig gefasst und vergoldet, 18. Jahrhundert                                                                                      | in der Kirche St-Léger (Lage) | PM10001957    | Classé       | 1961  |      |
| Skulptur Heiliger Theobald von Provins   | Kalkstein, farbig gefasst und vergoldet, 18. Jahrhundert                                                                                      | in der Kirche St-Léger (Lage) | PM10001958    | Classé       | 1961  |      |
| Tabernakel                               | am Hauptaltar; Holz, farbig gefasst und vergoldet, Ende des 18. Jahrhunderts                                                                  | in der Kirche St-Léger (Lage) | PM10001959    | Classé       | 1961  |      |